# Tampea lithosioides
Tampea lithosioides är en fjärilsart som beskrevs av Pieter Cornelius Tobias Snellen 1897. Tampea lithosioides ingår i släktet Tampea och familjen björnspinnare. Inga underarter finns listade i Catalogue of Life.